# Arbon-Kultur
Die Arbon-Kultur ist eine archäologische Kultur der frühen Bronzezeit zwischen 1800 und 1600 v. Chr., die rund um den Bodensee und angrenzende Regionen der Nordschweiz, Baden-Württembergs und Bayerns verbreitet war. Sie ist gekennzeichnet durch charakteristische Keramik mit Zonen, die mit geometrischen Mustern in Ritz- und Stichtechniken bedeckt sind. Der Name Arbon-Kultur wurde 1987 vom Freiburger Prähistoriker Christian Strahm geprägt, während 1992 sein Kollege Joachim Köninger von der Arboner Gruppe sprach. Sie wird auch als Arboner Kultur bezeichnet. Eponymer Fundort ist der die Fundstelle  Arbon-Bleiche 2 im schweizerischen Arbon.

## Verbreitung und Kontakte
Der Arbon-Kultur werden Seeufersiedlungen am Ufer des Bodensees, an weiteren Seen und in Hügellagen der nördlichen Schweiz, auf Flussterrassen, an Hängen und auf Höhen an Donau und Neckar sowie am Nordrand der Schwäbischen Alb in Baden-Württemberg, sowie in Bayern Höhensiedlungen an den Flüssen Isar und Lech zugeordnet. Östlich schloss sich die ähnliche Straubinger Gruppe an. Beide legten Siedlungen an Handelsrouten an, und da die Straubinger-Kultur bis zu den Kupfer-Lagerstätten der Nordalpen reichte, werden das Verbreitungsgebiet und die Verteilung der Siedlungen mit dem Bronzehandel in Verbindung gebracht. Die beiden süddeutschen Kulturen unterscheiden sich in den Keramikstilen. Die beiden Kulturräume überschnitten sich im Raum München, insbesondere Ausgrabungen auf dem Freisinger Domberg ergaben im Fundhorizont A2/B1 sowohl keramische Funde, die der südwestdeutschen und schweizerischen Arbon-Tradition zugeordnet werden, als auch solche der südostbairischen Straubinger Stile.
Mit der zeitgleichen Aunjetitzer Kultur in Mitteldeutschland, Niederösterreich, der Slowakei und Tschechien bestanden Handelskontakte. Die Siedlung Forschner am baden-württembergischen Federsee weist im Siedlungsgebiet selbst Keramikfunde vom Typ der Aunjetitzer Kultur auf, am Seeufer wurden aber auch Arboner Scherben gefunden. Gleiches gilt für eine Höhensiedlung auf dem Veitsberg bei Ravensburg.

## Siedlungen und Lebensweise
Einzelne Siedlungen waren durch starke Palisaden aus Eichenbohlen geschützt (Egg-Obere Güll auf der Insel Mainau, Landkreis Konstanz und am Baldeggersee, Kanton Luzern), andere waren offen oder hatten nur kleine Einfriedungen. Die Höhensiedlung auf dem Sporn Waldi bei Toos, Kanton Thurgau war durch eine Steinmauer über den einzigen Zugang geschützt.
Besonders gut erhalten und untersucht ist die Siedlung in Bodman-Schachen, Landkreis Konstanz. Sie bestand am Anfang der Bronzezeit aus fünf bis neun Häusern mit zwischen 25 und 30 m² Grundfläche, einhundert Jahre später war die Bautechnik fortgeschritten und die Häuser wurden um Pfostenreihen dreischiffig und mit Grundflächen um 42 m² angelegt. Am Seeufern wurden die Häuser auf eingerammte Pfähle gegründet, in Höhenlagen wurden Steinfundamente verwendet. Die Wände waren aus Flechtwerk um senkrechte Stangen gefertigt und mit Lehm verputzt. Feuerstellen waren von lehmgedichteten Steinplatten umgeben.
Getreidereste konnten den Ackerbau von Emmer, Einkorn, Gerste und Dinkel nachweisen, daneben stand das Sammeln wildwachsender Nahrungspflanzen wie Brombeere, Haselnuss, Schlehe, Wildapfel und Walderdbeere. Flachs und Mohn lieferten Ölsaaten. Schweine und Rinder wurden als Haustiere gehalten, außerdem gibt es geringe Funde von Schaf oder Ziege. Fast 50 % aller gefundenen Knochen stammen aber von Wild, was vermuten lässt, dass die Jagd einen großen Teil der Fleischversorgung abdeckte.
Von der Bekleidung der Menschen sind nur Nadeln aus Bronze erhalten, große Funde an Holunderbeeren, die weit über die als Nahrung verträglichen Mengen hinausgehen, deuten auf Textilfärbung hin.
An Werkzeugen waren Steinbeile, Wetzsteine, Steinhämmer, Mahlsteine sowie Ahlen und Spatel aus Bein bekannt. Bronze war selten. Zu den metallenen Werkzeugen gehören Ahlen, Meißel und Beile. Zu weiteren selteneren Funden gehört ein einzelner Schaber aus dem Stoßzahn eines Ebers. An Waffen wurden im eponymen Fundort Arbon-Bleiche II vier Bronze-Beile verschiedenen Typs, zwölf Dolche, zwei Lanzen- und vier Pfeilspitzen gefunden.
Die Begräbnisform der Arbon-Kultur ist unbekannt. Es gibt bisher keine Funde. Daher wird angenommen, dass die Toten entweder in archäologisch nicht nachweisbarer Form beigesetzt wurden oder für Begräbnisse Orte gewählt wurden, die durch Hangrutsche oder andere Ereignisse grundsätzlich durch meterdicke Erdschichten bedeckt wurden.

## Kultobjekte
In Bodman-Schachen wurden sogenannte Brotlaib-Idole gefunden, schwach gebrannte oder an der Luft getrocknete Tonobjekte von wenigen Zentimeter Länge und rund zwei cm Breite, die mit Mustern überzogen waren. Ihr Zweck ist unbekannt. Derartige Objekte sind auch aus Teilen Süddeutschlands, Norditaliens, Österreichs, Rumänien, Serbien, Polen der Slowakei, Tschechiens und Ungarns bekannt und belegen einen kulturellen Austausch. Neuerdings wird die Verwendung als Pintadera erwogen.